# Bouillé-Saint-Paul
Bouillé-Saint-Paul era una comuna francesa situada en el departamento de Deux-Sèvres, de la región de Nueva Aquitania, que el 1 de enero de 2017 pasó a ser una comuna delegada de la comuna nueva de Val-en-Vignes al fusionarse con las comunas de Cersay, Massais y Saint-Pierre-à-Champ.

## Demografía
| Gráfica de evolución demográfica de Bouillé-Saint-Paul entre 1800 y 2014 |
|                                                                          |

Los datos demográficos contemplados en este gráfico de la comuna de Bouillé-Saint-Paul, se han cogido de 1800 a 1999 de la página francesa EHESS/Cassini, y los demás datos de la página del INSEE.